# Fernando García de San Pedro y García
Fernando García de San Pedro y García (Madrid, 24 de agosto de 1795 - 17 de julio de 1854) fue un ingeniero y militar español.
Ingresó en el Cuerpo de Ingenieros del Ejército de Tierra en 1814. Profesor de la Academia de Artillería de Segovia y de la Academia de Ingenieros. En tiempos de Isabel II fue director del Museo y del Depósito topográfico del Cuerpo de Ingenieros, y vicepresidente de la Junta Directiva del Mapa de España. Fue uno de los académicos fundadores de la Real Academia de Ciencias Exactas, Físicas y Naturales.

## Obras
- Tratado de cálculos diferencial e integral (1828)
- Tratado de Geometría Analítica
- Tratado de completo de mecánica (1840)